# Křemešník (Nový Rychnov)
Křemešník (německy Kremeschnik) je malá vesnice, část městyse Nový Rychnov v okrese Pelhřimov. Nachází se asi 4 km na severozápad od Nového Rychnova u vrchu Křemešník. V roce 2009 zde bylo evidováno 9 adres. V roce 2001 zde trvale žilo 6 obyvatel.
Křemešník leží v katastrálním území Sázava pod Křemešníkem o výměře 8,25 km2.

## Historie
První písemná zmínka o obci pochází z roku 1790.

## Pamětihodnosti
- Poutní kostel Nejsvětější Trojice
- Kaple nad pramenem
- Křížová cesta
- Větrný zámek
- Stříbrná studánka
- Studánka U Buku
- Zázračná (Zlatá) studánka

## Osobnosti
- František Bernard Vaněk

## Zajímavosti
- Dějiště románu Františka Bernarda Vaňka Na krásné samotě.